# コンドゥルチャ川の戦い
コンドゥルチャ川の戦い（コンドゥルチャがわのたたかい）は、トクタミシュ・ティムール戦争の開戦初期に行われた戦闘である。ジョチ・ウルス国とヴォルガ・ブルガール国にまたがるコンドゥルチャ川、現在のロシア・サマラ州である。トクタミシュの騎兵隊はティムール帝国軍を側面から包囲しようとした。しかし、ティムール朝軍はこの攻撃に耐え、その後、突然の正面攻撃により、ジョチ・ウルスと民族の連合軍は逃走した。しかし、連合軍の軍隊の多くはテレク川で止まり、ティムール軍を倒すために体勢を立て直そうとした。
ティムールは以前、1378年にトクタミシュがオルダ・ウルスの王位に就くのを援助していた。その後の数年間、トクタミシュはジョチ・ウルスを完全に支配し、ティムールは中東全域に勢力を拡大した。しかし、ティムールはトクタミシュがジョチ・ウルスの領土だと主張するアゼルバイジャンを占領。これに憤慨したトクタミシュはティムール帝国領に侵入し、サマルカンドを一時包囲したが、ティムールにより奪還。ティムールはトクタミシュを追撃し、トクタミシュはコンドゥルチャ川湖畔で戦いに転じた。